# Festa del Perdono
La festa del perdono è un giorno solenne, dedicato alla celebrazione liturgica del perdono. Celebrata presso le comunità ebraiche, sussiste oggi anche presso alcune chiese e diocesi cattoliche. Nel passato la celebrazione della festa del perdono era assai più diffusa in ambito cattolico, in alcuni luoghi sacri caratterizzava il venerdì santo o la quaresima, ed era concessa su richiesta con un privilegio dalla Santa Sede.

## Ebraismo
Fu istituita da Mosè per ordine di Dio e tuttora è celebrata nel mese di tisri. I dieci giorni penitenziali iniziano con il Capodanno - Rosh haShana - e terminano con lo Yom Kippur, il giorno dell'espiazione.
È il periodo in cui si deve fare i conti con le azioni compiute nell'anno trascorso e chiedere perdono a coloro che si sono offesi. È un periodo di letizia perché rappresenta l'apertura di nuove possibilità e la chiusura di vecchi conti con la vita. In un rito particolare si svuotano le tasche (si eliminano i peccati) sulla riva di un fiume; oppure presso un corso d'acqua si meditano i pensieri lieti e tristi, liberandosene nella corrente.

## Cattolicesimo

### Il perdono di Assisi
Tra le più note celebrazioni del perdono, c'è quella del perdono d'Assisi. Secondo la tradizione, una notte del 1216 san Francesco mentre pregava alla Porziuncola di Assisi, fu visitato dal Cristo e dalla Madre; ad essi il Poverello chiese che ad ogni persona, pentita e confessata, che avesse visitato quella chiesa, fossero rimesse completamente tutte le colpe.
Da quell'anno, dopo aver ricevuto il permesso da papa Onorio III, il 2 agosto si celebra a Santa Maria degli Angeli la festa del perdono.

### Il perdono di san Giovanni Battista a Firenze
È ricordato fino dal Medioevo. Concesso da Baldassarre Cossa, l'antipapa Giovanni XXIII († 1419), cadeva il 13 gennaio. I frati Servi di Maria e in generale tutti i religiosi degli Ordini fiorentini in quel giorno si recavano in piazza San Giovanni a ricevere il Perdono, come appare dai documenti.
L'uso durò per secoli. Nei registri del convento della Santissima Annunziata è ricordato ancora nel 1694, quando Innocenzo XII proclamò un giubileo universale per implorare il divino aiuto e la pace tra i principi cristiani. Il 13 gennaio di quell'anno, i padri Servi di Maria andarono processionalmente a visitare il duomo di Firenze e l'oratorio di San Giovanni Battista per il solenne Perdono che viene in tal dì.

### La festa del perdono della Ca' Granda di Milano
Nel 1458 papa Pio II confermava la costituzione dell'Ospedale Maggiore di Milano, prevedendo che avesse chiesa e cimitero. A conferma della benevolenza verso tale istituzione da parte dei cittadini, e su richiesta di Francesco Sforza, nel dicembre 1459, con la bolla Virgini gloriosae Pio II concesse un'indulgenza plenaria, da lucrarsi nel triennio consecutivo e, successivamente, negli anni dispari, presso la Ca' Granda dei milanesi il 25 marzo, cioè durante la festa dell'Annunciazione, a cui l'ospedale è tuttora dedicato. Tale indulgenza fu resa perpetua nel marzo 1560 da papa Pio IV. Da allora ad anni alterni Milano celebra le sue due feste più importanti: quella del duomo e quella dell'Ospedale Maggiore.
Negli anni dispari, presso la Chiesa di Maria Annunciata in Ca' Granda - attuale Cappellania universitaria dell'Università degli Studi di Milano, nonché sede dell'omonima Parrocchia - viene celebrata dall'arcivescovo di Milano, che è parroco della Chiesa, la Messa solenne della Festa del Perdono che consente ai partecipanti di lucrare l'indulgenza.